# Richard Klemens z Metternichu
Richard Klemens kníže Metternich-Winneburg, vévoda z Portelly (německy Richard Clemens Josef Lothar Hermann Fürst von Metternich-Winneburg, Herzog zu Portella, Graf von Königswart; 7. ledna 1829 ve Vídni – 1. března 1895 ve Vídni) byl rakouský šlechtic a diplomat, syn dlouholetého státního kancléře Klemense Václava Metternicha. Proslul jako dlouholetý velvyslanec ve Francii (1859–1870), kde spolu s manželkou Paulinou patřil k vlivným osobnostem na dvoře císaře Napoleona III. Byl též mecenášem a sběratelem umění, vlastnil rozsáhlý majetek v západních Čechách (Kynžvart, Plasy).

## Život

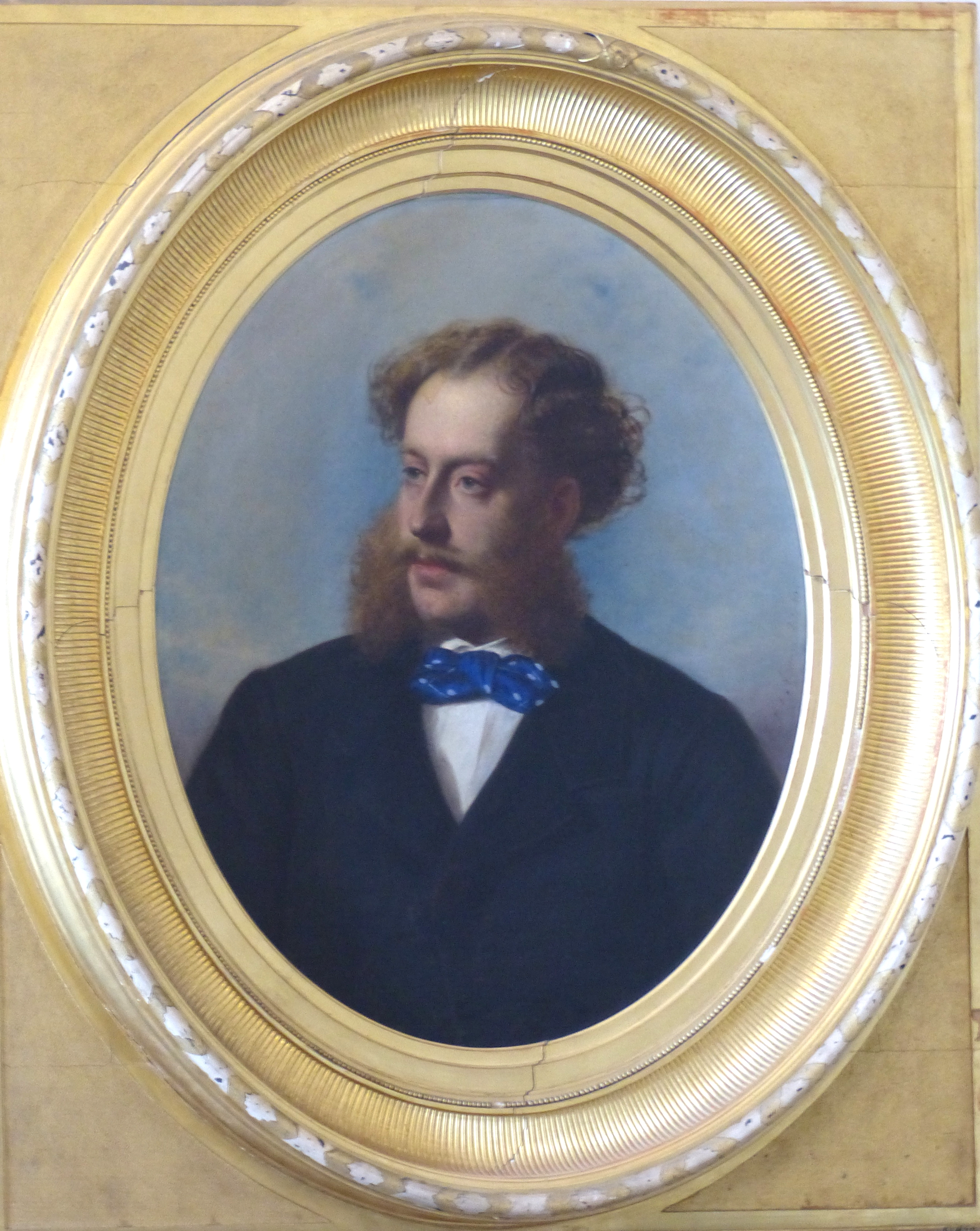
Kníže Richard Metternich

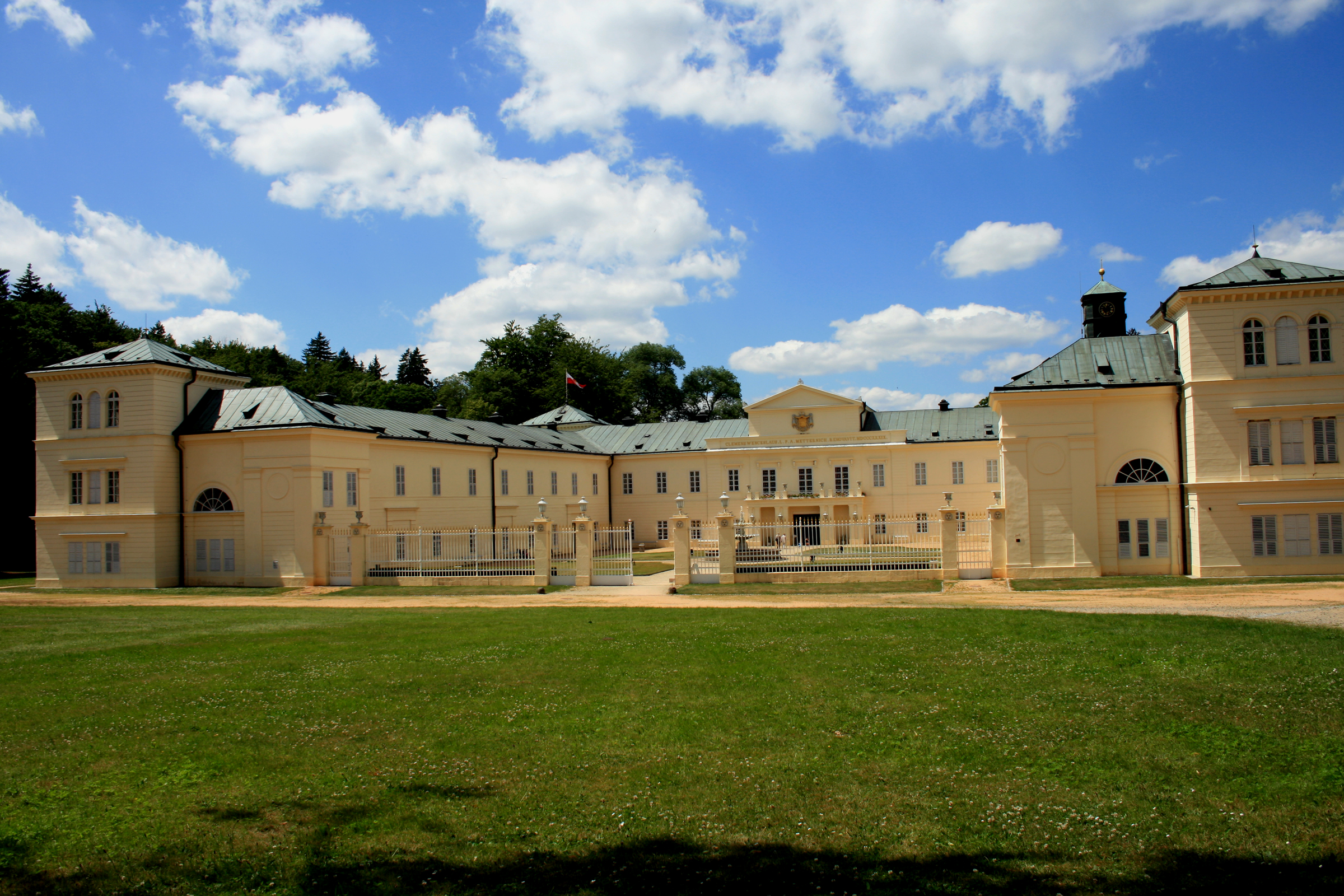
Zámek Kynžvart, hlavní rodové sídlo

Pocházel ze šlechtického rodu Metternichů, byl synem kancléře Klemense Václava z Metternichu a jeho druhé manželky Marie Antonie, rozené Leykamové (1806–1829), která zemřela krátce po Richardově narození.
V letech 1844–1847 studoval práva a filozofii na univerzitě ve Vídni. Po studiích vstoupil do diplomatických služeb (1850), začínal jako atašé. Od roku 1855 byl velvyslaneckým radou v Paříži, v letech 1856–1859 byl rakouským vyslancem v Sasku. V letech 1859–1870 byl rakouským velvyslancem v Paříži a zaujímal s manželkou významnou roli u dvora Napoleona III. Paříž opustil po vypuknutí prusko-francouzské války v roce 1870. Na ministerstvu zahraničí zůstal ještě několik let ve stavu disponibility, v roce 1874 byl penzionován. Ve Vídni stejně jako předtím v Paříži vedl s manželkou proslulý společenský salón.
Z čestných hodností získal titul c. k. komořího (1853) a tajného rady (1864). Po zřízení říšské rady byl jako majitel fideikomisu jmenován dědičným členem panské sněmovny (1861). Díky dědictví své manželky v Uhrách byl také členem uherské sněmovny magnátů. Během své diplomatické služby získal několik vyznamenání od zahraničních panovníků, v Rakousku byl nositelem velkokříže Řádu sv. Štěpána a Leopoldova řádu. V roce 1867 byl jmenován rytířem Řádu zlatého rouna. Po otci byl také dědicem italského titulu vévody z Portelly a titulu španělského granda I. třídy.
Po otci byl dědicem velkostatků Kynžvart a Plasy v západních Čechách, další menší statky vlastnil na Moravě (Kojetín), spolu s manželkou spravoval také dědictví Sándorů v Uhrách (zámek Sándor-Metternich kastély v Bajně). Ve Vídni byl rodinným sídlem palác na adrese Rennweg 27 (dnes italské velvyslanectví v Rakousku). Největší podíl majetku představovaly západočeské statky s rozlohou přes 20 000 hektarů půdy s hlavním sídlem na zámku Kynžvart. Zámecké sbírky na Kynžvartě obohatil především o rozsáhlý knižní fond, řadu knih si přivezl ze své diplomatické mise ve Francii. Věnoval se také rozvoji lázeňství v Kynžvartě, kde nechal v roce 1863 postavit první lázeňský dům (Metternich, dnes Orlík). Je po něm pojmenován pramen Richard.
Zemřel ve Vídni, pohřben je rodové hrobce v Plasích.

## Rodina

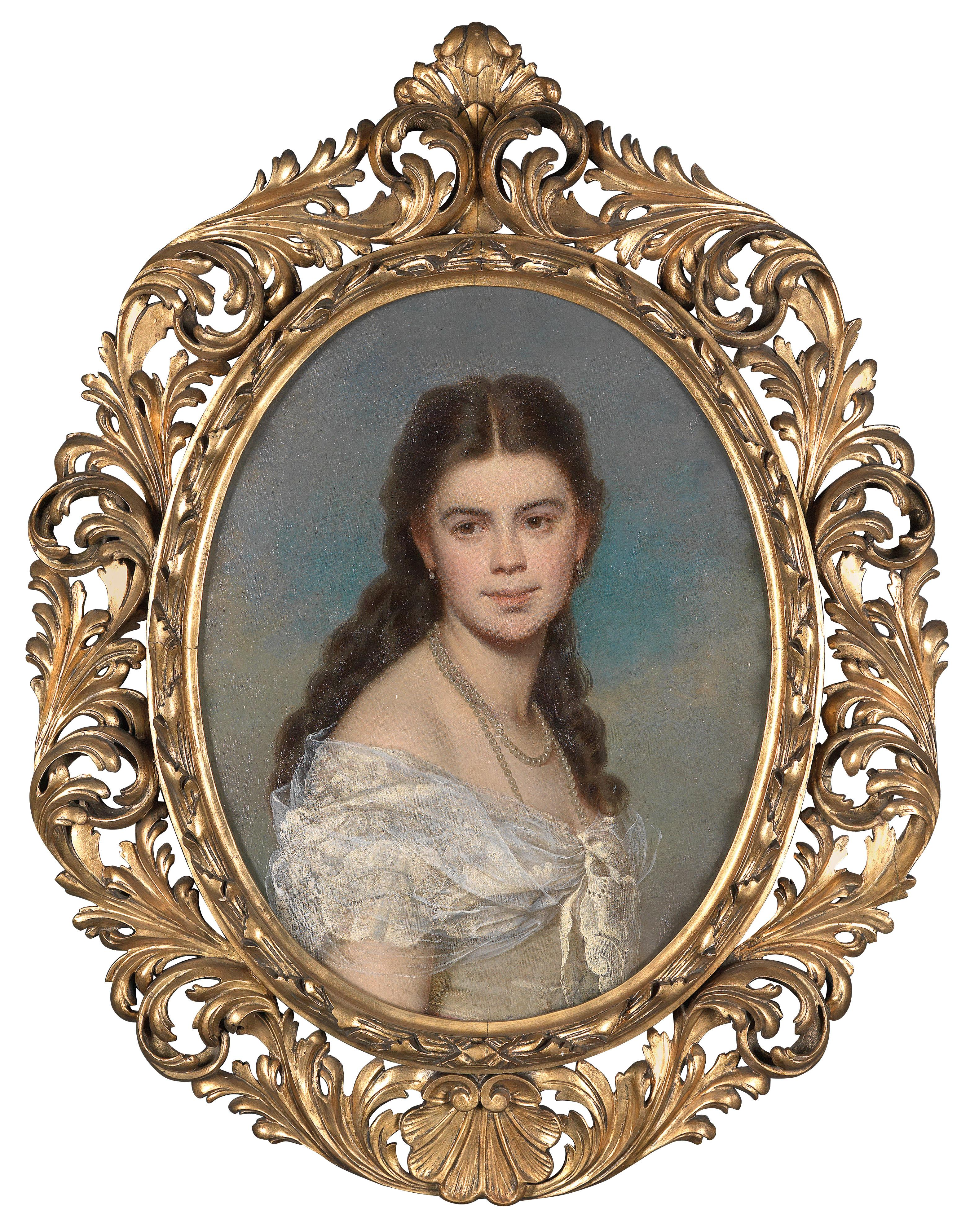
Kněžna Paulina Metternichová, rozená Sándorová

V roce 1856 se oženil s Paulinou hraběnkou Sándorovou (1836–1921), která byla zároveň jeho nevlastní neteří. Byla c. k. palácovou dámou a Řádu hvězdového kříže. Měli spolu tři dcery:
- Sophie princezna Metternich-Winneburg (17. května 1857, Drážďany – 11. ledna 1941, Vídeň), dědička velkostatku Kojetín, manžel 1878 František Albrecht kníže z Oettingen-Spielbergu (21. června 1847 – 14. ledna 1916)
- Antoinette Pascalina hraběnka Metternich Sándor-von Winneburg (20. dubna 1862, Paříž – 5. srpna 1890, Duchcov), manžel 1885 Jiří Vilém hrabě z Valdštejna (31. března 1853 – 18. listopadu 1890)
- Klementina Marie hraběnka Metternich Sándor-von Winneburg (27. června 1870 – 25. října 1963, Corvey), dědička velkostatku Bajna

Protože neměl mužského potomka přešla správa majetku po jeho smrti na mladšího bratra Pavla Klementa z Metternichu (1834–1906).